# 1. FC Bruchsal
Der 1. FC Bruchsal ist ein Sportverein in Bruchsal. Die Vereinsfarben des über 800 Mitglieder zählenden Vereins sind Blau-Weiß-Rot. Der 1. FC Bruchsal entstand 1991 aus der Fusion der beiden Vereine VfB Bruchsal und TSV 08 Bruchsal.

## Geschichte
Der heutige 1. FC Bruchsal ist das Produkt zahlreicher Vereinsfusionen. Am 10. Juli 1899 gründeten einige Gymnasiasten und Realschüler den Fußballclub 1899 Bruchsal. Ein Jahr später wurden der Fußballverein Bruchsal und Phönix Bruchsal gegründet. Weitere Vereinsgründungen folgten im Jahre 1901 mit Teutonia Bruchsal und 1903 mit dem FC Alemannia Bruchsal. 1906 fusionierte der Fußballclub und der Fußballverein zur Bruchsaler Fußballvereinigung, während Phönix und die Teutonia den FC Frankonia Bruchsal bildeten. Zwei Jahre später löste sich der FC Alemannia auf und trat den neu gegründeten FC Kickers Bruchsal bei.
Ebenfalls 1908 wurde die Freie Turnerschaft Bruchsal gegründet, aus der 1920 der Arbeiter-Turn- und Sportverein Bruchsal wurde. Dieser Arbeitersportverein wurde 1933 verboten und 1945 als TSV Bruchsal 08 neu gegründet. 1909 kam es zu einer erneuten Fusion, als aus den Kickers und der Frankonia die Fußballgesellschaft Frankonia Bruchsal wurde. Die Fußballvereinigung und die Frankonia mussten am 16. November 1935 zwangsweise zum VfB Bruchsal fusionieren. Nach zwei vergeblichen Versuchen fusionierten am 1. August 1991 der VfB und der TSV zum 1. FC Bruchsal.
2010 stieg man als Meister der Landesliga unter Trainer Mirko Schneider in die Verbandsliga Nordbaden auf.
2013 gelang der bisher größte sportliche Erfolg unter Trainer Mirko Schneider mit dem Aufstieg in die Oberliga Baden-Württemberg. Allerdings stieg die Mannschaft nach nur einer Saison direkt wieder in die Verbandsliga ab. Dort spielte die Mannschaft die folgenden sechs Jahre, ehe ihr 2020 der erneute Aufstieg in die Oberliga gelang, wiederum unter der Regie von Mirko Schneider.

## Erfolge
- Aufstieg in die 2. Amateurliga: 1973 (als VfB Bruchsal)
- Aufstieg in die Fußball-Landesliga Mittelbaden: 2005
- Aufstieg in die Verbandsliga Nordbaden: 2010
- Aufstieg in die Oberliga Baden-Württemberg: 2013, 2020

## Bekannte Spieler und Trainer
- Kristjan Glibo
- Christian Kritzer
- Eugen Ehmann
- Helmut Kafka